# Première (revista)
A Première é uma revista mensal de cinema francesa criada no final de 1976.
Publicado originalmente pelo grupo Les Éditions de France, foi depois publicado pelo grupo Hachette Filipacchi, depois pela Lagardère, pelo grupo Rossel e finalmente por Hildegarde.

## Histórico
Em 1976, Jean-Pierre Frimbois criou a revista Onze, uma revista dedicada ao futebol na época da epopeia da Associação Desportiva de Saint-Étienne na Taça dos Clubes Campeões Europeus. Com a ajuda de Marc Esposito, então secretário editorial da Onze, Frimbois conceituou o que seria a Première. O seu editor, Jean-Dominique Nouailhac, convenceu-se e lançou a revista de cinema que se pretendia menos elitista que as Cahiers du cinéma e Positif. Jean-Pierre Frimbois encontrou o título Première enquanto procurava num dicionário de cinema.
Para o número 1, Jean-Pierre Frimbois organiza uma pesquisa entre o pessoal da editora para saber quem será a personalidade que deverá aparecer na capa. Em última análise, Sylvia Kristel será a sortuda. A revista destaca uma nova geração francesa em ascensão de atrizes e atores com Patrick Dewaere, Miou-Miou, Gérard Depardieu, Isabelle Huppert, Jacques Dutronc e Isabelle Adjani no topo da lista. Em 1979, a Onze e a Première foram compradas pelo grupo Hachette. Jean-Pierre Frimbois deixou então a direcção editorial para se dedicar exclusivamente à revista de futebol Onze e propor outras criações de revistas ao grupo Hachette, aconselhando também a promoção de Marc Esposito. As vendas da revista começaram a decolar, graças à qualidade da revista e ao apoio ativo do grupo Hachette, então liderado por Bernard Loiseau. De 80.000 exemplares em média, a circulação aumentou um ano depois para 150.000 e, após dois anos, para 300.000. O marco das 500.000 cópias vendidas será mesmo atingida ocasionalmente com o lançamento do filme Fort Saganne e Gérard Depardieu na capa. Em 1986, Marc Esposito, por sua vez, deixará a direção editorial para fundar uma nova revista de cinema: a Studio.
Em dezembro de 1993, Alain Kruger tornou-se diretor e editor-chefe da Première, dentro do grupo Hachette Filipacchi. Ele quererá dar um novo rumo à revista, com a ajuda do editor-chefe Jean-Yves Katelan e das diretoras artísticas Agnès Cruz e Marie Cruz. Mas com o tempo, todas as fórmulas propostas nunca darão os resultados esperados. É preciso dizer que a Internet e a sua difusão de informação imediata modificarão consideravelmente a situação das revistas em geral.
Em outubro de 2013, Denis Olivennes, CEO da Lagardère Active, então detentora do título, anunciou que o grupo buscava vender algumas de suas revistas para focar nas marcas mais lucrativas (Elle, Paris Match, Télé 7 jours, etc.). Outros dez títulos, incluindo Première, seriam vendidos ou descontinuados caso não encontrassem comprador.
Em 2 de abril de 2014, foi anunciado um comprador: trata-se do consórcio 4B Media (Grupo Rossel - Reworld Media). A marca Première (sua revista, bem como o site que recebe mais de 3.5 milhões de visitantes únicos por mês e o aplicativo mobile) tornam-se 100% propriedade do grupo Rossel em 10 de julho de 2014. A revista Première foi adquirida em maio de 2016 pela LFF Médias, editora da revista Le Film français. O novo acionista de referência é Réginald de Guillebon, presidente da Hildegarde, holding proprietária das duas revistas.

## Difusão
Abaixo, a transmissão paga na França da Première. Fontes: ACPM.
| Título   | 2006    | 2009    | 2010    | 2011    | 2012    | 2013    | 2014    | 2015   | 2016   | 2017   | 2018   | 2019   | 2020   | 2021   |
| -------- | ------- | ------- | ------- | ------- | ------- | ------- | ------- | ------ | ------ | ------ | ------ | ------ | ------ | ------ |
| Première | 180 447 | 150 285 | 135 713 | 135 093 | 132 396 | 119 065 | 103 703 | 97 642 | 90 071 | 78 718 | 62 724 | 65 204 | 66 506 | 55 503 |

A Première é a revista de cinema francesa líder em vendas, à frente da Cahiers du cinéma.